# Gonionotophis
Genre
Gonionotophis est un genre de serpents de la famille des Lamprophiidae. 

## Répartition
Les quinze espèces de ce genre se rencontrent en Afrique centrale.

## Liste d'espèces
Selon The Reptile Database (11 septembre 2014) :
- Gonionotophis brussauxi (Mocquard, 1889)
- Gonionotophis capensis (Smith, 1847)
- Gonionotophis chanleri (Stejneger, 1893)
- Gonionotophis crossi (Boulenger, 1895)
- Gonionotophis egbensis (Dunger, 1966)
- Gonionotophis gabouensis (Trape & Mané, 2005)
- Gonionotophis grantii (Günther, 1863)
- Gonionotophis guirali (Mocquard, 1887)
- Gonionotophis klingi Matschie, 1893
- Gonionotophis laurenti (De Witte, 1959)
- Gonionotophis nyassae (Günther, 1888)
- Gonionotophis poensis (Smith, 1849)
- Gonionotophis savorgnani (Mocquard, 1887)
- Gonionotophis stenophthalmus (Mocquard, 1887)
- Gonionotophis vernayi (Bogert, 1940)

## Publication originale
- Boulenger, 1893 : Catalogue of the Snakes in the British Museum (Natural History), vol. 1, p. 1-448 (texte intégral).